# محمد عالیخانی
محمد عالیخانی (خرم‌آباد، ۱۳۰۸ خورشیدی) دیپلمات و نویسنده ایرانی است. او مدتی سرکنسول ایران در حیدرآباد (هند) و سفیر ایران در اندونزی بود.

## زندگی
محمد عالیخانی در سال ۱۳۰۸ در خرم‌آباد متولد شد. پدر او از ایل سکوند بود. عالیخانی تحصیلات ابتدایی و متوسطه را در خرم‌آباد گذراند. در سال ۱۳۳۵ موفق به اخذ مدرک حقوق قضایی از دانشگاه تهران شد. در همین سال دادرس دادگستری اراک شد و به مدت دو سال قضاوت کرد. در سال ۱۳۴۵ موفق به دریافت درجه دکترا در رشته علوم سیاسی گردید.
در همان سال به استخدام وزارت امور خارجه درآمد. او در دوران خدمت خود در وزارت امور خارجه مراتب اداری را به ترتیب طی کرد و به معاونت سرکنسولگری ایران در نیویورک رسید. سپس رایزن یک در  سفارت ایران در ایالات متحده شد. او در سال ۱۳۵۵ سرکنسول ایران در حیدرآباد، هند و پس از انقلاب ۱۳۵۷ نیز سفیر ایران در اندونزی شد.
.

### تالیف
- س‍ی‍اس‍ت خ‍ارج‍ی س‍وری‍ه از س‍ال ۱۹۴۱ ت‍ا ۱۹۶۱ (۱۳۴۱)
- دیپلوماسی کشورهای خاورمیانه (۱۳۴۵)
- ح‍ق‍وق اس‍اس‍ی دوره‌ه‍ای ک‍ارش‍ن‍اس‍ی ع‍ل‍وم س‍ی‍اس‍ی و ح‍ق‍وق ق‍ض‍ائ‍ی (۱۳۷۳)
- ح‍ق‍وق ب‍ی‍ن‌ال‍م‍ل‍ل: دوره‌ه‍ای ک‍ارش‍ن‍اس‍ی ع‍ل‍وم س‍ی‍اس‍ی و ح‍ق‍وق ق‍ض‍ای‍ی (۱۳۷۹)
- هویت ملی ایرانیان (۱۳۹۲)

### ترجمه
- ف‍ض‍ا، زی‍س‍ت‍گ‍اه آی‍ن‍ده ب‍ش‍ر، ن‍وی‍س‍ن‍ده آدری‍ان ب‍ری (۱۳۶۷)
- م‍ع‍ب‍د طلائ‍ی، ن‍وی‍س‍ن‍ده ی‍وک‍ی‍و م‍ی‍ش‍ی‍م‍ا (۱۳۷۲)
- ک‍ان‍دی‍د، اث‍ر ول‍ت‍ر (۱۳۸۲)[۷]